# Arroyo de la India
Der Arroyo de la India ist ein Fluss im Südosten Uruguays.
Der 100 km lange im Departamento Rocha gelegene Fluss entspringt in der Cuchilla de la Carbonera im Westen des Departamentos und mündet nach West-Nordost-Verlauf in die Laguna Merín, zu deren Einzugsgebiet er damit auch gehört. Im Oberlauf gibt es einen  127,5 km² großen Stausee, Lago oder Represa de India Muerta, der zur Förderung des örtlichen Reis-Anbaus angelegt wurde.